# بیل گراهام (بازیکن فوتبال)
بیل گراهام (انگلیسی: Bill Graham; ۱۴ اکتبر ۱۸۹۳ – ۱۹۷۸ (۷۳−۷۴ سال)) بازیکن فوتبال بود.